# Pseudopanax discolor
Pseudopanax discolor är en araliaväxtart som först beskrevs av Thomas Kirk, och fick sitt nu gällande namn av Hermann August Theodor Harms. Pseudopanax discolor ingår i släktet Pseudopanax och familjen araliaväxter. Inga underarter finns listade.